# Apolinus lividigaster
Apolinus lividigaster este o specie de dimensiune mică aparținând familiei Coccinellidae găsită doar în  Australia  și în Noua Zeelandă. 

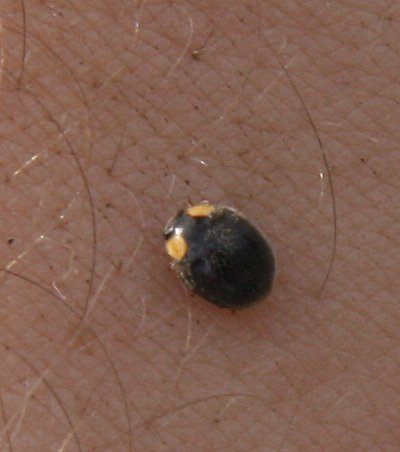
Apolinus lividigaster